# شبه‌جزیره کریمه
شبه‌جزیره کریمه (به روسی: Крымский полуостров) 
(به تاتاری: Qırım yarımadası) شبه‌جزیره‌ای در شمال دریای سیاه است. شبه‌جزیره کریمه در جنوب اوکراین واقع شده و تقریباً کل این شبه‌جزیره به وسیله دریای آزوف و دریای سیاه احاطه شده‌است.
کریمه در جنوب شرق اروپا قرار گرفته است و با مساحتی در حدود ۲۶ هزار کیلومتر مربع از جنوب و غرب به دریای سیاه، از شرق به تنگۀ کرچ و از شمال و شمال غرب به دریای آزوف محدود شده است.
پس از انقلاب ۲۰۱۴ اوکراین در فوریه ۲۰۱۴ نیروهای روسیه کنترل این شبه‌جزیره را به دست گرفتند، اما اوکراین همچنان ادعا می‌کند شبه‌جزیره کریمه بخشی جدایی ناپذیر از خاک اوکراین است که توسط اکثر دولت های خارجی و قطعنامه ۶۸/۲۶۲ مجمع عمومی سازمان ملل متحد حمایت می‌شود.
در ۱۸ مارس ۲۰۱۴ شبه‌جزیره کریمه به روسیه الحاق شد، اما اوکراین همچنان ادعا می‌کند شبه‌جزیره کریمه بخشی جدایی ناپذیر از خاک اوکراین است، در سال ۲۰۲۲ روسیه در یک اقدام تهاجمی به خاک اوکراین حمله کرد و در ۳۰ سپتامبر ۲۰۲۲ جنوب و شرق اوکراین به روسیه الحاق شد.

## اهمیت
بندرهای کریمه در دریای سیاه دسترسی سریع به شمال آفریقا، بالکان و خاورمیانه را فراهم می‌کنند. از نظر تاریخی اکثر امپراتوری‌های بزرگ از دوران باستان به دنبال تصاحب سواحل جنوبی شبه‌جزیره کریمه بودند.
دریای سیاه به عنوان یک راه اقتصادی منطقه قفقاز و دریای خزر را به اروپای مرکزی و بالکان متصل می‌کند.

## سکاها
در شبه‌جزیره کریمه، ۴۱ کورگان سکایی شناسایی و کاوش شده است. مدارک و شواهد به دست آمده، حضور قوم ایرانی‌تبار سکاها را در این مکان در حدود قرن ۶-۷ ق.م. نشان می‌دهد. یکی از نخستین قبرهای سکایی در اینجا، کورگان تمیرگورا است که به نیمۀ دوم قرن هفتم ق.م. تعلق دارد. این گور حاوی تدفین انسانی به همراه بسیاری از اشیاء سکایی بود.
این مکان‌ها از مهم‌ترین یافته‌های باستان‌شناختی سکایی در این شبه‌جزیره هستند که سرپیکان‌ها و ابزارهای مربوط به زین و یراق اسب از جمله اشیاء مهم کشف‌شده در آن‌ها هستند.

## نگارخانه

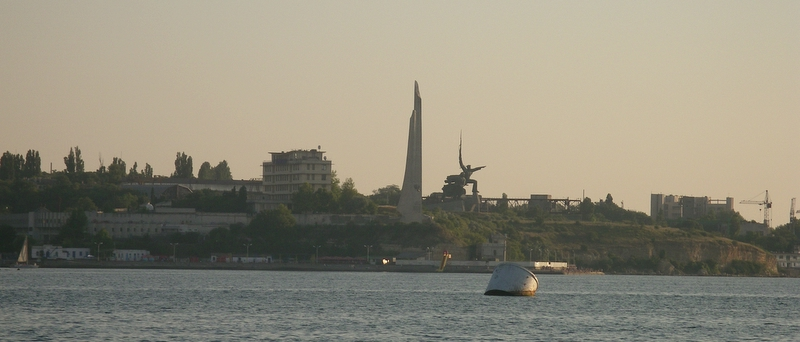
ساحل شهر سواستوپول هنگام غروب
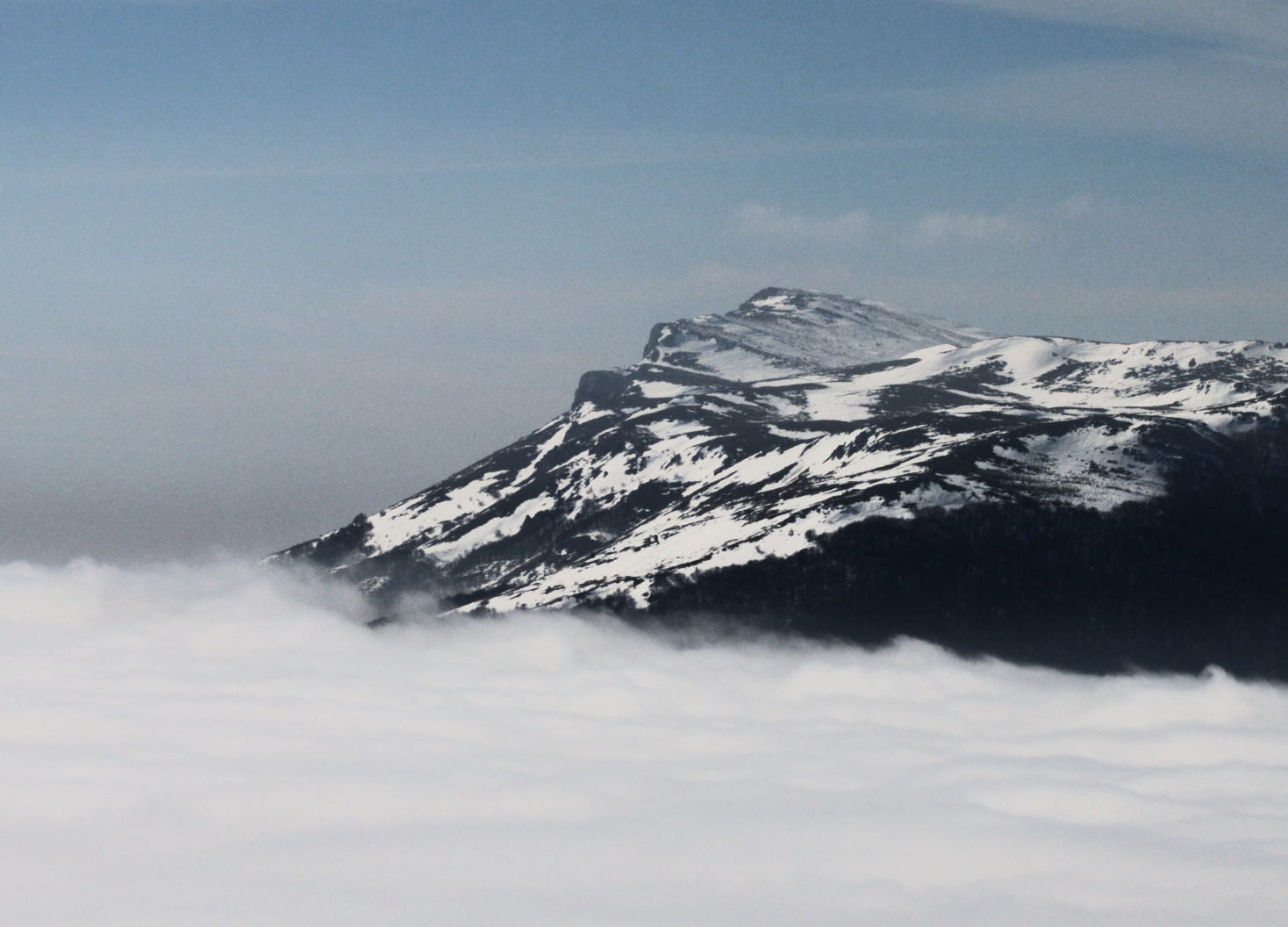
رشته کوه‌های اکلایزی-بورون
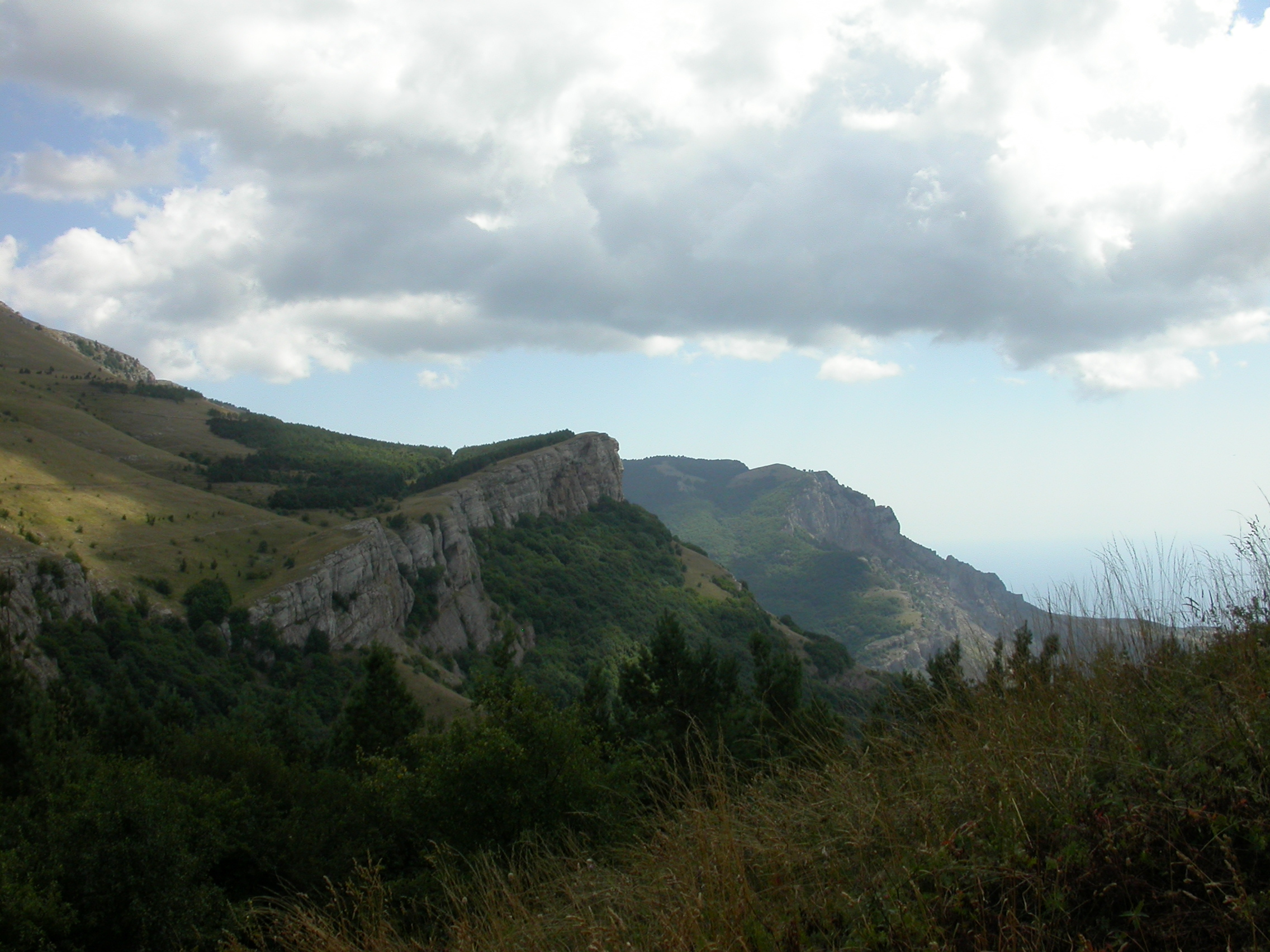
صخره یالتا
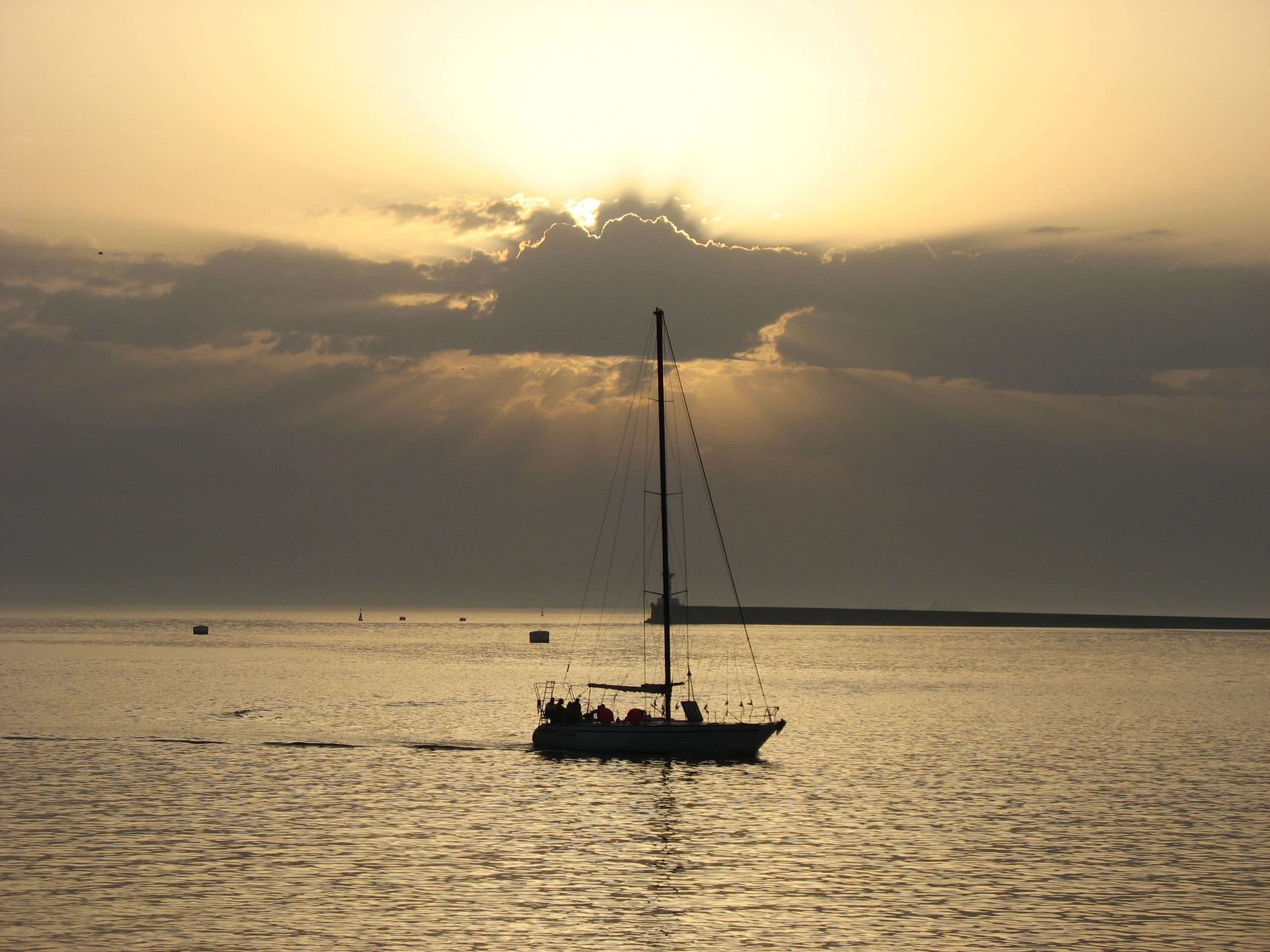
غروب سواستوپول
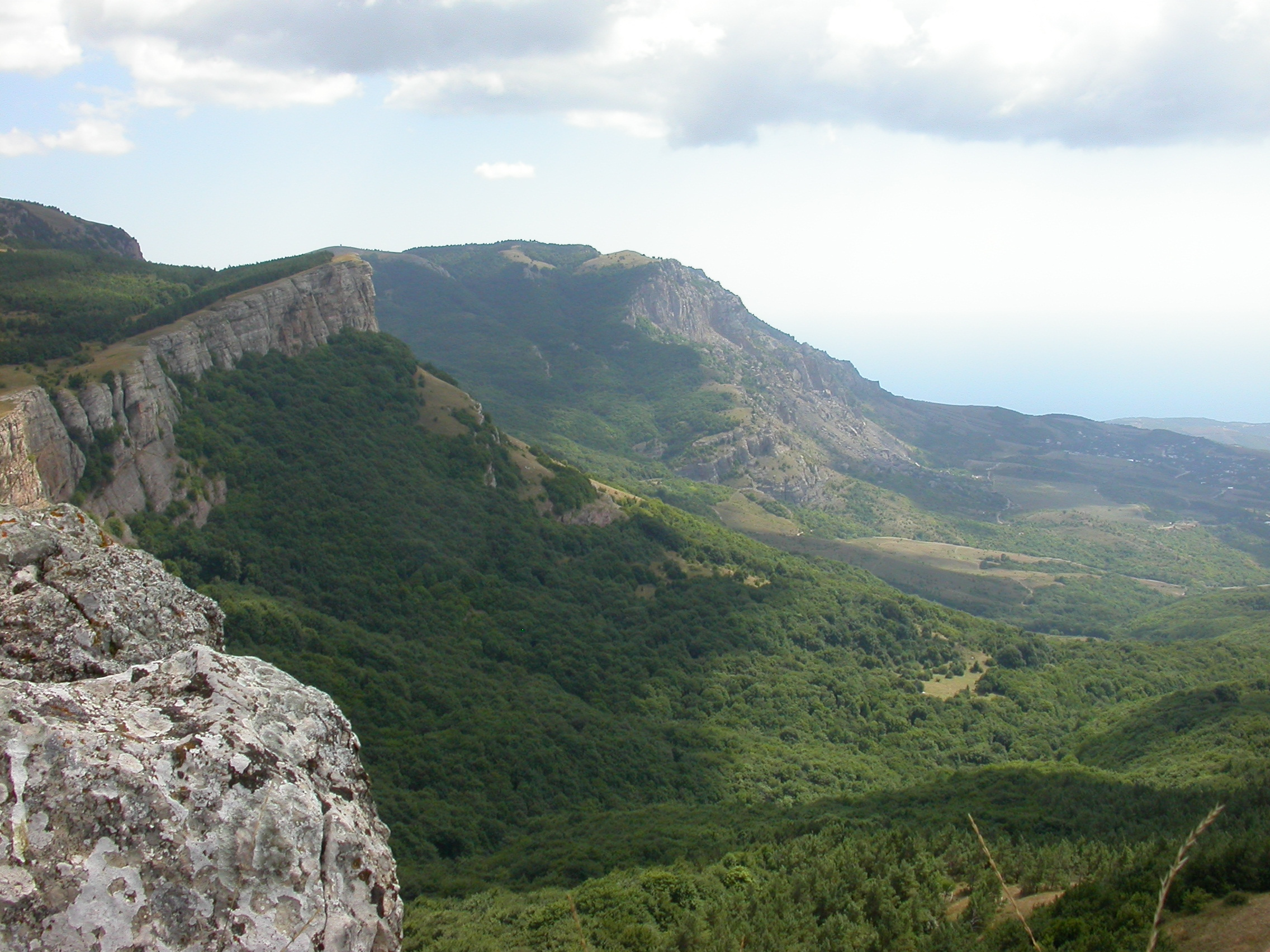
رشته کوه‌های کریمه نزدیک شهر آلوشتا
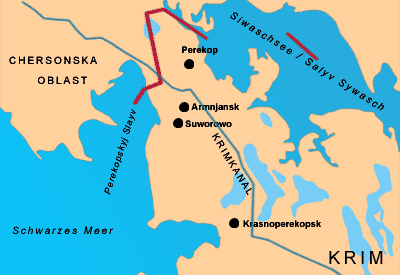
این شبه جزیره به وسیله باریکه خاکی پرکوپ در شمال به اوکراین (خشکی اصلی) متصل گردیده‌است.
پرچم جمهوری خودمختار کریمه
نشان جمهوری خودمختار کریمه
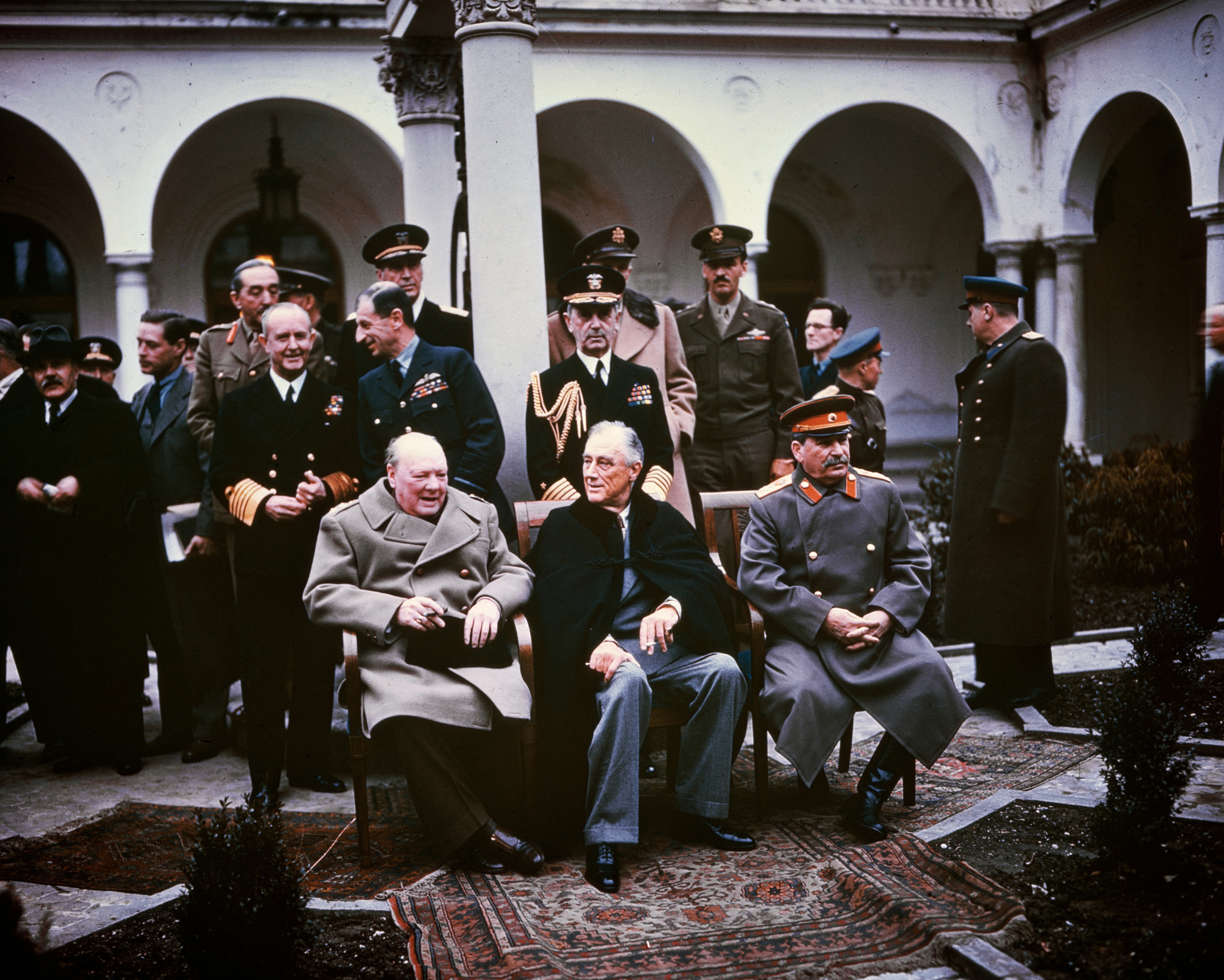
سران قوای موسوم به «بیگ تری» در کنفرانس یالتا در کریمه. از چپ به راست: وینستون چرچیل، فرانکلین روزولت و ژوزف استالین.